# 横浜駅東口出入口
横浜駅東口出入口（よこはまえきひがしぐちでいりぐち）は、神奈川県横浜市西区にある首都高速神奈川1号横羽線の出入口である。横横道路方面の出入口である。中央分離帯側にランプウェイのある、センターランプ方式で国道1号に接続する。

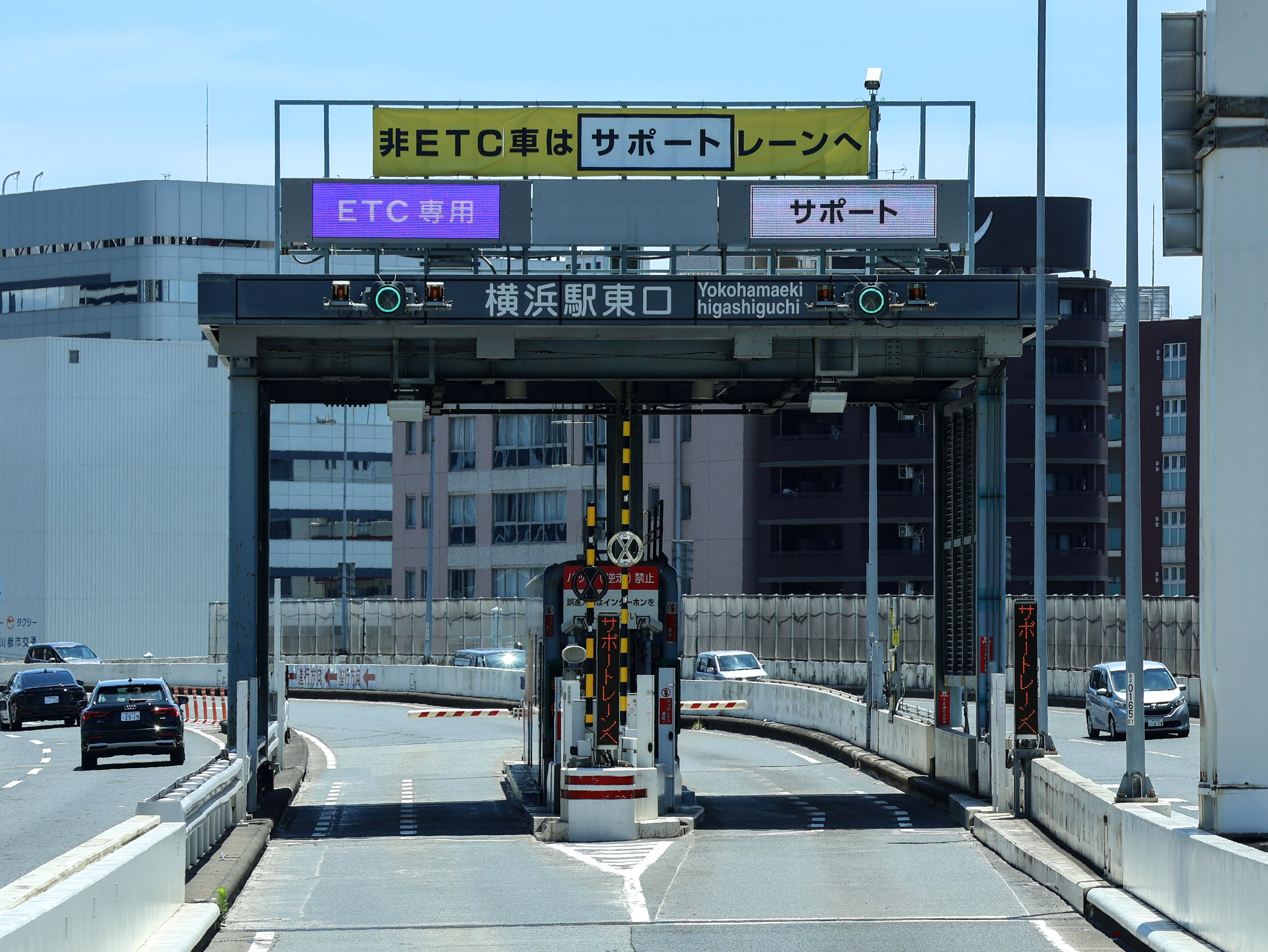
横浜駅東口出入口（料金所）

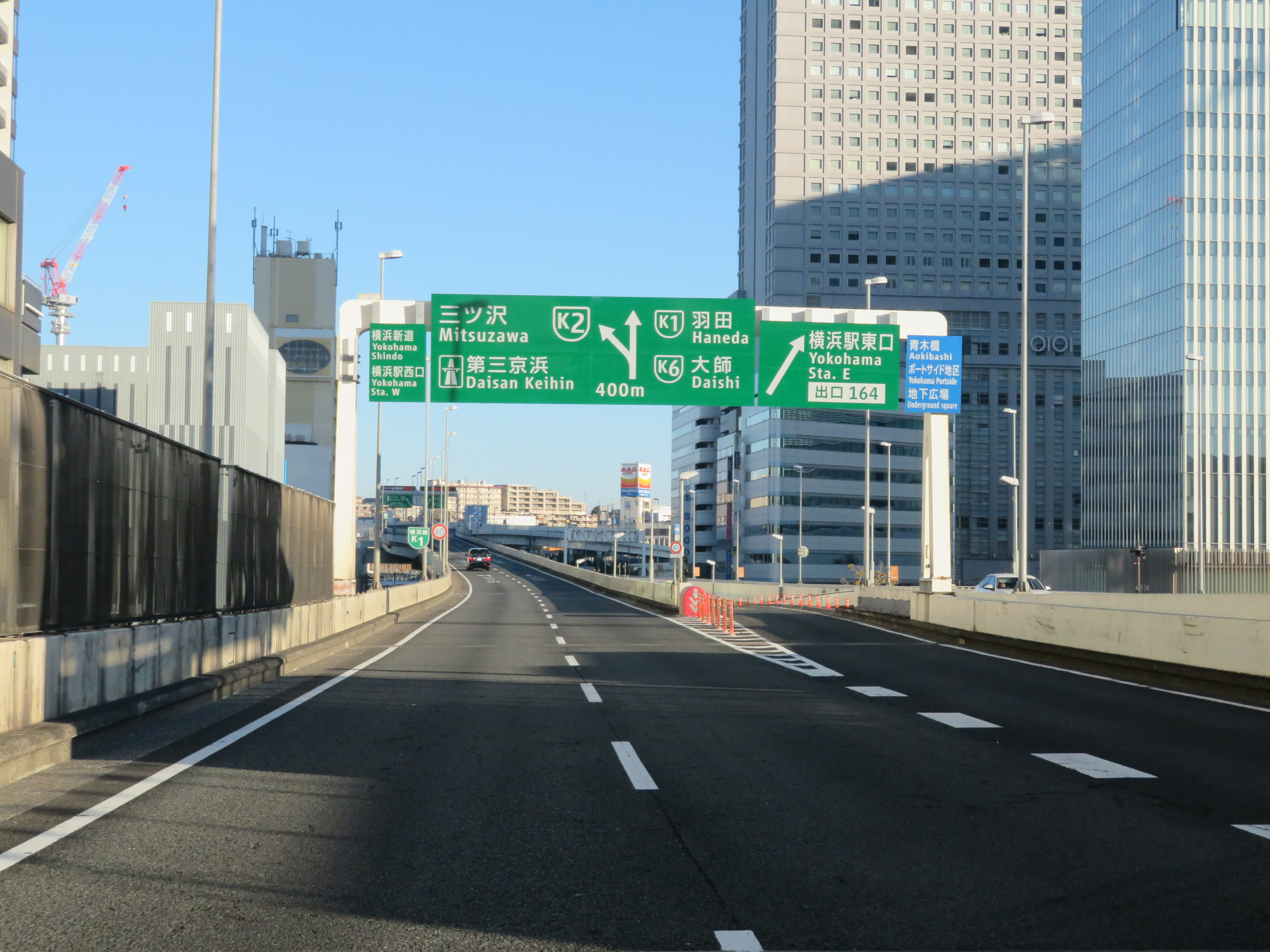
横浜駅東口出入口（上り出口付近）

2022年（令和4年）4月1日以降、入口はETC専用となっている。

## 歴史
1966年12月15日の都市計画段階では、高速横浜羽田空港線の基終点となることから現在と逆の東京方面の出入口（仮称 高島町出入口）として設置され、将来新山下方面へ延伸の際には横浜中心部方面への出入口に変更する前提で計画された。金港ジャンクションから高島町出入口の間は往復各3車線で計画されたが、過大な計画であるとして1968年2月28日に往復各2車線に変更された。その後、横浜駅東口の再開発計画や高島町交差点のアンダーパスの兼ね合いから、1970年2月6日に現在の線形となった。1978年3月7日、金港JCT - 横浜公園出入口間の開通に合わせ供用開始。2009年には国道1号に信号機が設置され、横浜駅東口バスターミナルおよび横浜シティ・エア・ターミナルから直接首都高速に乗り入れられるようになった。

## 料金所

### 入口
- ブース数：2
  - ETC：1
  - ETC/サポート：1

## 標識の表示
出口
- 方面 : 青木橋 ポートサイド地区 地下広場
- 出口 : 横浜駅東口
- 番号 : 164

入口
- 入口 : 横浜駅東口
- 番号 : 164

## 接続道路
- 国道1号

## 周辺
- 横浜駅東口
- そごう横浜店
- 横浜スカイビル
  - マルイシティ横浜
- 帷子川

## 隣
首都高速神奈川1号横羽線
(162)東神奈川出入口 - 金港JCT - (164)横浜駅東口出入口 - (165)みなとみらい出入口